# Grandvillars (Adelsgeschlecht)
Grandvillars ist eine Adelsfamilie aus der gleichnamigen Ortschaft in der Nähe von Belfort im französischen Département Territoire de Belfort in der Region Franche-Comté.

## Herkunft

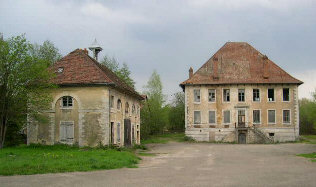
Das Château von Grandvillars

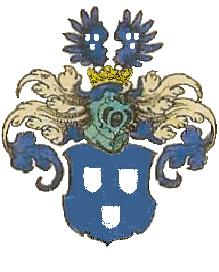
Das Wappen der Barone de Grandvillars, resp. der Familie Grauwiler

Das Geschlecht der Familie de Grandvillars zählte zum Uradel des Heiligen Römischen Reiches und wurde zum ersten Mal im 11. Jahrhundert erwähnt. Ca. 1190 nahm Nardin de Grandvillars am dritten Kreuzzug (Rückeroberung von Akkon und Jerusalem) von Friedrich I. Barbarossa teil. In verschiedenen Quellen werden weitere Familienmitglieder als Tempelritter genannt. Eine ausführlichere Erwähnung findet sich mit Baron Henri de Grandvillars (verh. mit der Gräfin d'Arguel), der im 13. Jahrhundert für Frieden zwischen dem Bistum Basel und örtlichen Grafen sorgen musste. Die Barone von Grandvillars wurden in der Folge von den Grafen von Monbéliard und Ferrette (dt. Mömpelgard bzw. Pfirt) als Vasallen eingesetzt. In dieser Zeit spielte das Elsass eine zentrale Rolle im Heiligen Römischen Reich. Die Familie bewohnte bis ins 16. Jahrhundert das Château de Grandvillars, das mehrere Male neu gebaut wurde (zuletzt 1787 von Jean-Baptiste Kléber). Das Château de Bisel (auch Grantweyler, später Granwiller Guth genannt) gehörte ebenfalls zu den Besitztümern, sowie das Château de Morvillars und das Château de Thiancourt. Neben Herrschaftshäusern in Basel, Delémont und Mülhausen gehörte auch das Schloss Angenstein im Laufe der Geschichte zum Besitz der Familie. Die örtliche Vorherrschaft der Familie dauerte bis zum 17. Jahrhundert, zwischenzeitlich als direkte Vasallen von Kaiser Rudolf II.

## Neuzeit
Während der Hugenottenkriege im 16. Jahrhundert starb die Hauptlinie der Familie aus. Eine bedeutende Rolle spielte hierbei Thiébauld II und die verlorene Schlacht bei Moncontour 1569. Mit dem Ende des Dreißigjährigen Krieges 1648 (Westfälischer Friede) erreichte Frankreich bedeutende territoriale Zugeständnisse im Elsass, wodurch die Machtansprüche der Familie in der nunmehr französischen Region verloren gingen. Darüber hinaus mussten die übrigen Zweige der Familie aufgrund ihrer erfolglosen Unterstützung der Hugenotten im Kampf gegen den französischen König die angestammte Region verlassen und in der ihnen wohlgesinnten Schweizerischen Eidgenossenschaft Zuflucht suchen. Einer dieser Familienzweige konzentrierte sich in der Folge in Delémont, das dazumal zum Bistum Basel gehörte, und stellte dort mit den nachfolgenden Generationen wichtige Offiziere in verschiedensten Positionen. Bekannt sind u. a. Jean-Vernier de Grandvillers (1612–1675; Statthalter des Fürstbischofs, Bürgermeister und Bannerherr), François Conrad de Grandvillers (1717–1806; Hofkavalier in Regensburg und Obervogt von Freiberg, Saint-Ursanne und der Ajoie) sowie Antoine de Grandvillers (1743–1828; Regimentskommandant, Bürgermeister, Chevalier de l'Ordre Royale et Militaire de Saint-Louis). Der andere Teil der Familie wurde in der Region um Eptingen im heutigen Kanton Basel-Landschaft ansässig. Mit der Adelsfamilie von Eptingen bestanden bereits zuvor verschiedene verwandtschaftliche Beziehungen. In diesem deutschsprachigen Raum wurde der Name fast ausschließlich in der eingedeutschten Form (Grandwiler, Graweiler, Grauwiler) verwendet. Der Bezug der Familie zur Stadt Basel besteht auch heute, nach der Teilung des Kantons Basel, weiterhin.

## Wappen
- Schild: In blau drei silberne Schilde (2,1). Helm: Bügelhelm. Helmzier: Adelskrone mit offenem Flug in blau mit je drei silbernen Schilden. Halskleinod.
- Bedeutung: Die drei silbernen Schilde stellen die zum ehemaligen Herrschaftsbereich gehörenden Ortschaften Grandvillars, Morvillars und Thiancourt dar.

Bei der Adelsbestätigung durch Fürst Joseph Wilhelm von Fürstenberg im Jahre 1740 wurden dem Wappen zusätzlich zwei silberne Löwen als Schildhalter verliehen.

## Bekannte Familienmitglieder
- Nardin de Grandvillars
- Baron Henri de Grandvillars
- Baron Guillaume de Grandvillars
- Baron Thiébauld de Grandvillars
- Jean-Vernier de Grandvillers (* 1612; † 16. November 1675)
- François Conrad de Grandvillers (* 20. Februar 1717; † 9. Mai 1806), Chevalier de Saint-Jean, Obervogt der Freiberge
- Antoine de Grandvillers (* 1. Oktober 1743; † 8. April 1828), Chevalier de Saint-Louis, Regimentskommandant und Bürgermeister von Delsberg
- Ernst Grauwiller (* 13. Januar 1895; † 26. November 1981), Landrat Basel-Landschaft
- Lukas (* 13. April 1984) und Stefan (* 12. November 1986) Grauwiler, Schweizer Eishockeyspieler Nationalliga A